# Halmajugra, Heves
Halmajugra  este un sat în districtul Gyöngyös, județul Heves, Ungaria, având o populație de 1.301 locuitori (2011). 

## Demografie
Componența etnică a satului Halmajugra
     Maghiari (70,79%)
     Romi (29,21%)
Componența confesională a satului Halmajugra
     Romano-catolici (40,66%)
     Fără religie (28,29%)
     Necunoscută (29,21%)
     Alte religii (5,07%)
Conform recensământului din 2011, satul Halmajugra avea 1.301 locuitori. Din punct de vedere etnic, majoritatea locuitorilor (70,79%) erau maghiari, cu o minoritate de romi (29,21%). Nu există o religie majoritară, locuitorii fiind romano-catolici (40,66%) și persoane fără religie (28,29%). Pentru 29,21% din locuitori nu este cunoscută apartenența confesională.